# Años 460
Los años 460 o década del 460 empezó el 1 de enero del 460 y terminó el 31 de diciembre del 469.

## Acontecimientos
- San Hilario sucede a San León I como papa en el año 461.
- Batalla de Cartagena (461).
- Eurico sucede a Teodorico II como rey de los visigodos en el año 466; reinará hasta 484.
- San Simplicio sucede a San Hilario como papa en el año 468
- Los Vándalos reconquistan Sicilia, infligiendo una derrota decisiva a las fuerzas occidentales en el año 468.
- Remismundo, rey suevo, hijo de armas de Teodorico II; reinará hasta 469.